# Монашка цивилизација (књига)
Монашка цивилизација је дело у 2 тома проф. Слободана Радошевића, издата 1994. године.

## Опис књиге
Ова књига спада у једну од ретких, ванвремених књига у којој су сабрани векови хришћанског монаштва, путеви и раскршћа вере, здања и споменици људском настојању да осветли пут Господњи. Радошевић је за ово грандиозно дело скупљао грађу скоро тридесет година. Оно је изискивало да се путује и види све што постоји, од пећина и испосница, цркава и манастира, до последњег камена и зрна песка, све где се рађало и чувало монаштво. Пошто аутор ни о чему није писао а да то претходно није лично видео, у историјску грађу увек је уткан и његов поглед. Ово је прва упоредна историја православног и католичког монаштва, са јединственим пописом и описом догађаја и места везаним за њих.
Током својих многобројних предавања широм света Радошевић је запазио вољу многих да упознају наслеђе некад јединствене цркве. Ниједног тренутка не заборављајући „идеолошку“ позадину сваке вере, он се усредсредио на духовно и материјално богатство, на позитивне тековине и значење кроз дуги период. Оне су приказане равноправно, оним што је у њима најприсутније и најбоље. Обимна, а детаљна, стручно утемељена, Радошевићева Монашка цивилизација зато је од непроцењивог значаја, јер је написана не само са великим знањем већ и с нескривеном љубављу.